# Кубок Бангладеш з футболу 2019—2020
Кубок Бангладеш з футболу 2019—2020 — 31-й розіграш кубкового футбольного турніру у Бангладеш. Титул володаря кубка вперше здобув Башундхара Кінгс.

## Календар
| Раунд           | Дата              | Матчі | Клуби  |
| --------------- | ----------------- | ----- | ------ |
| Груповий турнір | 18-28 грудня 2019 | 15    | 13 → 8 |
| 1/4 фіналу      | 30-31 грудня 2019 | 4     | 8 → 4  |
| 1/2 фіналу      | 2-3 січня 2020    | 2     | 4 → 2  |
| Фінал           | 5 січня 2020      | 1     | 2 → 1  |

## 1/4 фіналу
| Команда 1             | Рахунок      | Команда 2        |
| --------------------- | ------------ | ---------------- |
| 30 грудня 2019        |              |                  |
| Дакка Абахані Лімітед | 1:1 пен. 3:4 | Рахматжанж МФС   |
| Абахані Читтаґонґ     | 0:2          | Мохамеддан       |
| 31 грудня 2019        |              |                  |
| Саїф Спортінг Клаб    | 1:3          | Бангладеш Поліс  |
| Муктіджоддха Сангсад  | 1:1 пен. 1:4 | Башундхара Кінгс |

## 1/2 фіналу
| Команда 1       | Рахунок | Команда 2        |
| --------------- | ------- | ---------------- |
| 2 січня 2020    |         |                  |
| Рахматжанж МФС  | 1:0     | Мохамеддан       |
| 3 січня 2020    |         |                  |
| Бангладеш Поліс | 0:3     | Башундхара Кінгс |

## Фінал
| 5 січня 2020 |

| Рахматжанж МФС | 1:2      | Башундхара Кінгс   |
| -------------- | -------- | ------------------ |
| Ба 63'         | Протокол | Коліндрес 41', 76' |

| Національний стадіон Бангабанду, Дакка Арбітр: Джалал Уддін |